# Формализм GENERIC
Формализм GENERIC (подход GENERIC, формулировка GENERIC) — гамильтонова формулировка неравновесной термодинамики, предложенная в окончательном своем виде Грмелой (Grmela) и Оттингером (Öttinger) в 1997.

Название метода является акронимом от англ. General Equation for Non-Equilibrium Reversible-Irreversible Coupling — общее уравнение для неравновесной обратимой и необратимой связи.

## Суть подхода
В основе данного подхода лежит предположение, что уравнения эволюции системы могут быть представлены следующим выражением (собственно GENERIC):
{\displaystyle {\frac {d{\boldsymbol {x}}}{dt}}=\mathbf {L} \cdot {\frac {\delta E}{\delta {\boldsymbol {x}}}}+\mathbf {M} \cdot {\frac {\delta S}{\delta {\boldsymbol {x}}}},}
здесь:
- {\displaystyle {\boldsymbol {x}}} — набор независимы переменных, описывающий систему. Вектор {\displaystyle {\boldsymbol {x}}} может содержать величины, непрерывно зависящие от индекса (например, гидродинамические поля).
- {\displaystyle E} и {\displaystyle S} — полные энергия и энтропия системы, выраженные через {\displaystyle {\boldsymbol {x}}}. Являются простым функциями или выражаются функционалами в случае, если какие-то переменные {\displaystyle {\boldsymbol {x}}} являются полями.
- {\displaystyle \mathbf {L} } и {\displaystyle \mathbf {M} } — линейные функциональные операторы, выражающие, соответственно, обратимую и необратимую части эволюции.
- {\displaystyle {\frac {\delta }{\delta {\boldsymbol {x}}}}} обозначает функциональную производную. В отсутствие нелокальных эффектов сводится к обычной частной производной.

Вышеприведенное уравнение дополняется следующими условиями вырожденности:
{\displaystyle \mathbf {L} \cdot {\frac {\delta S}{\delta {\boldsymbol {x}}}}=0,\;\;\;\;\mathbf {M} \cdot {\frac {\delta E}{\delta {\boldsymbol {x}}}}=0,}
Первое из них соответствует тому, что функциональная форма энтропии не может внести свой вклад в обратимую составляющую эволюции. Второе условие выражает тот факт, что полная энергия не зависит от необратимой составляющей динамики.
Остановимся на свойствах матриц {\displaystyle \mathbf {L} } и {\displaystyle \mathbf {M} }. Этим матрицам сопоставляются следующие скобки:
{\displaystyle \left\{A,B\right\}=\left\langle {\frac {\delta A}{\delta {\boldsymbol {x}}}},\mathbf {L} \cdot {\frac {\delta B}{\delta {\boldsymbol {x}}}}\right\rangle ,}
{\displaystyle \left[A,B\right]=\left\langle {\frac {\delta A}{\delta {\boldsymbol {x}}}},\mathbf {M} \cdot {\frac {\delta B}{\delta {\boldsymbol {x}}}}\right\rangle ,}
первые из которых представляет собой скобки Пуассона из классической механики, а скобки {\displaystyle [\,{,}\,]} предназначены для описания диссипативных процессов. {\displaystyle \left\langle \,{,}\,\right\rangle } обозначает скалярное произведение. С помощью этих скобок эволюция произвольной функции {\displaystyle A({\boldsymbol {x}})} запишется как:
{\displaystyle {\frac {dA}{dt}}=\left\{A,E\right\}+\left[A,S\right].}
Также из свойств вышеозначенных скобок следует, что оператор {\displaystyle \mathbf {L} } антисимметричен ({\displaystyle \mathbf {L} ({\boldsymbol {x}})=-\mathbf {L} ^{T}({\boldsymbol {x}})}). {\displaystyle \mathbf {M} } — симметричен ({\displaystyle \mathbf {M} ({\boldsymbol {x}})=\mathbf {M} ^{T}({\boldsymbol {x}})}), при условии, что все переменные {\displaystyle {\boldsymbol {x}}} имеют одинаковую четность по отношению к обращению времени. {\displaystyle \mathbf {M} } является положительно-определенным оператором ({\displaystyle \forall \,{\boldsymbol {y}}\!:{\boldsymbol {y}}\cdot \mathbf {M} ({\boldsymbol {x}})\cdot {\boldsymbol {y}}\geqslant 0}).
Перечисленные свойства и условия выродженности обеспечивают выполнение первого и второго начала термодинамики.